# Ne partez pas sans moi
"Ne partez pas sans moi" (dansk oversættelse: gå ikke uden mig) er en schweizisk popballade fra 1988 sunget af canadiske Céline Dion. Sangen blev skrevet af Nella Martinetti og Atilla Şereftuğ og vandt Eurovision Song Contest 1988. Sangen blev udgivet som single i hele Europa i maj samme år.